# Lithophane pruinosa
Lithophane pruinosa là một loài bướm đêm trong họ Noctuidae.